# Brossen
Brossen ist ein Ortsteil von Meuselwitz im Landkreis Altenburger Land in Thüringen.

## Lage und Verkehr

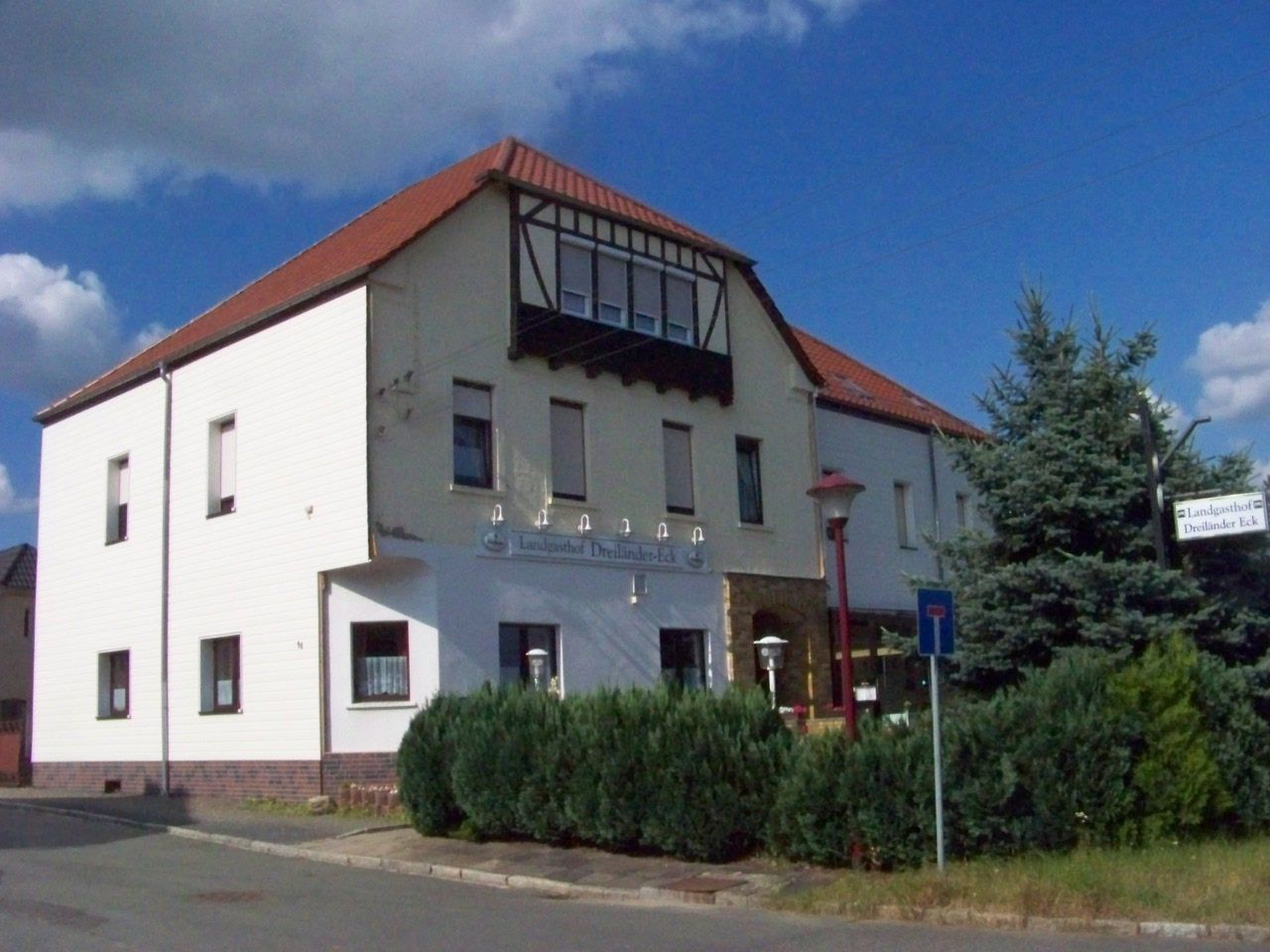
Landgasthof Dreiländereck

Brossen befindet sich drei Kilometer westlich von Meuselwitz an der Bundesstraße 180 im  Altenburg-Zeitzer Lösshügelland. Im Westen des Ortsteils verläuft die Landesgrenze zu Sachsen-Anhalt. Weiter westlich befindet sich der Flugplatz Sprossen und das wassergefüllte Restloch des Tagebaus Zipsendorf. Brossen grenzt jedoch nicht an Sachsen, das Dreiländereck liegt im Norden am Rand von Prößdorf.
Die Gemarkung ist kupiert. Begrünte Erosionsrinnen lockern die Landschaft auf.

## Geschichte

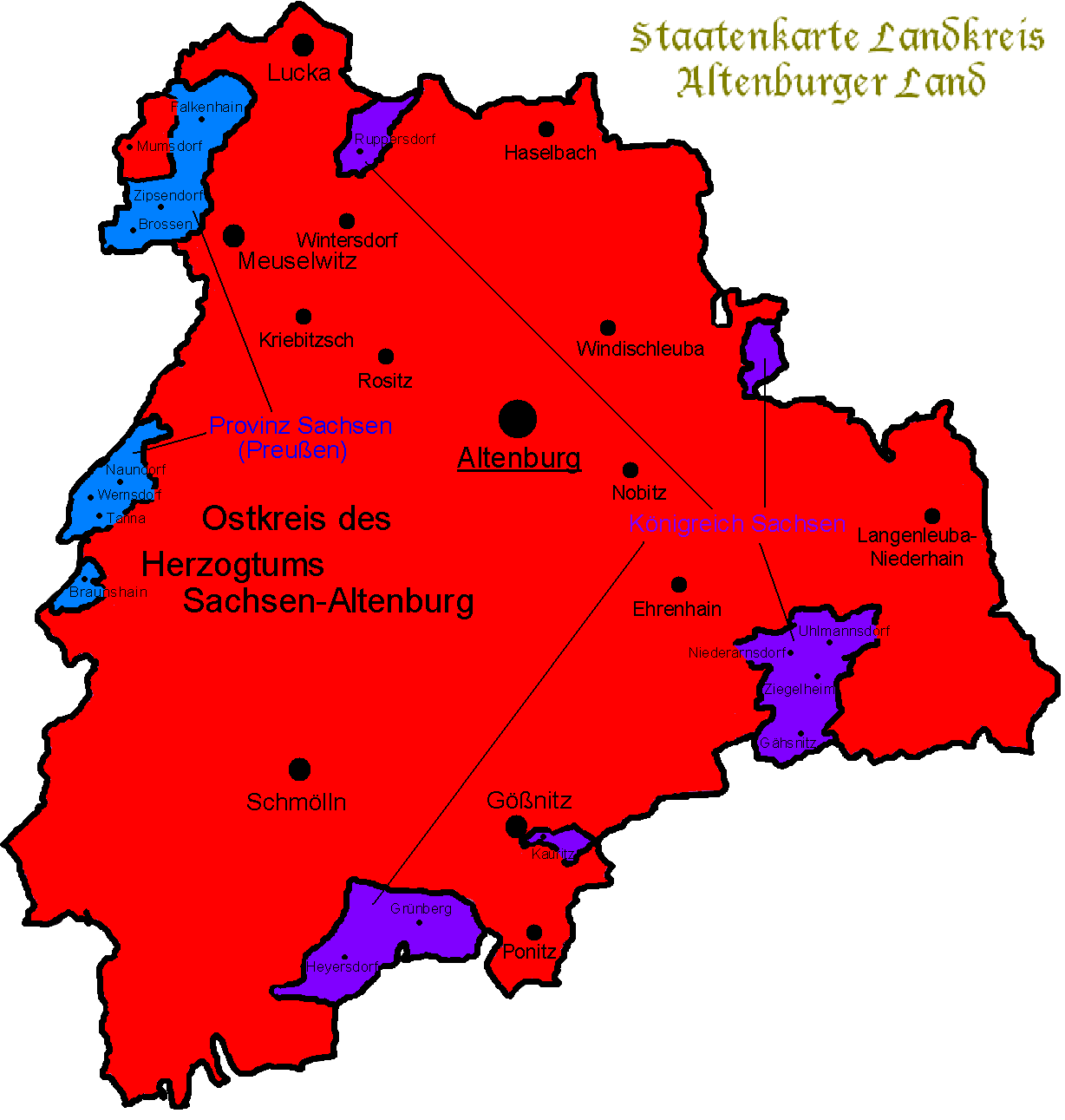
Staatenaufteilung des Altenburger Landes bis 1920

Am 26. April 1296 wurde das Dorf erstmals urkundlich erwähnt. Brossen ist einer der wenigen Orte des heutigen Landkreises Altenburger Land, der historisch nicht zu Sachsen-Altenburg gehörte. Gemeinsam mit heute ebenfalls zum thüringischen Meuselwitz gehörigen Orten Zipsendorf, Falkenhain und Rusendorf lag Brossen bis 1815 im Amt Zeitz, das als Teil des Hochstifts Naumburg-Zeitz seit 1561 unter kursächsischer Hoheit stand und zwischen 1656/57 und 1718 zum Sekundogenitur-Fürstentum Sachsen-Zeitz gehörte. Durch die Beschlüsse des Wiener Kongresses kam der Ort im Jahr 1815 zu Preußen und wurde 1816 dem Kreis Zeitz im Regierungsbezirk Merseburg der Provinz Sachsen zugeteilt.
Seit der zweiten Hälfte des 19. Jahrhunderts war der Braunkohlebergbau um den Ort von zunehmender Bedeutung. Brossen lag im preußischen Westteil des Meuselwitz-Altenburger Braunkohlereviers. Im Osten und Norden des Orts erstreckte sich zwischen 1931 und 1939/40 der Braunkohletagebau „Schädegrube II“. Westlich von Brossen war zwischen 1948 und 1964 der Tagebau Zipsendorf-Süd in Betrieb.
Brossen, das mit dem ehemals preußischen Landkreis Zeitz im Jahr 1947 zum neu gegründeten Land Sachsen-Anhalt kam, wurde am 1. Juli 1950 nach Zipsendorf eingemeindet. Mit der 1952 erfolgten Gebietsreform in der DDR wurden Zipsendorf mit seinem Ortsteil Brossen dem neu zugeschnittenen Kreis Zeitz im Bezirk Halle zugeordnet. Am 4. Dezember 1952 wurden die Gemeinden Zipsendorf mit Brossen, Falkenhain mit der Flur von Rusendorf und das erst 1950 zum Landkreis Zeitz gekommene Mumsdorf in den Kreis Altenburg im Bezirk Leipzig umgegliedert.
Am 1. Januar 1973 wurden Zipsendorf und Brossen durch Eingemeindung Ortsteile von Meuselwitz. Mit der Neugründung des Freistaats Thüringen kam Brossen als Ortsteil von Meuselwitz zum thüringischen Landkreis Altenburg, der 1994 zum Landkreis Altenburger Land fusionierte.

## Veranstaltungen
Das Brossener Dorffest findet jährlich am ersten Augustwochenende statt.

## Persönlichkeiten
- Rudolf Brazda (1913–2011), Überlebender des KZ Buchenwald, vor seinem Tode letzter lebender schwuler KZ-Insasse
- Herbert Hermann Krug (1919–1992), Ingenieur und Hochschullehrer